# بودي هيلد
بودي هيلد (بالإنجليزية: Buddy Hield)‏ مواليد 17 ديسمبر 1992 في فريبورت، هو لاعب كرة سلة بهامي. بدأ مسيرته الاحترافية في سنة 2016. تم اختياره من قبل فريق نيو أورلينز بيليكانز خلال الدرافت. يحمل الرقم 24. يبلغ طوله 6 قدم 4 بوصة (1.9 م). لعب مع نيو أورلينز بيليكانز وسكرامنتو كينغز في الدوري الأمريكي لكرة السلة للمحترفين.

## إحصائيات المسيرة

### الموسم الاعتيادي
| السنة   | الفريق               | لعب | بدأ | دقيقة | ميداني% | ثلاثية | حرة  | ارتداد | صنع | استلاب | تصدي | نقطة |
| ------- | -------------------- | --- | --- | ----- | ------- | ------ | ---- | ------ | --- | ------ | ---- | ---- |
| 2016–17 | نيو أورلينز بيليكانز | 57  | 37  | 20.4  | .392    | .369   | .879 | 2.9    | 1.4 | .3     | .1   | 8.6  |
| 2016–17 | سكرامنتو كينغز       | 25  | 18  | 29.1  | .480    | .428   | .814 | 4.2    | 1.8 | .8     | .1   | 15.1 |
| المسيرة | المسيرة              | 82  | 55  | 23.0  | .426    | .391   | .842 | 3.3    | 1.5 | .5     | .1   | 10.6 |

## روابط خارجية
- بودي هيلد على موقع الاتحاد الدولي لكرة السلة (الإنجليزية)
- بودي هيلد على موقع إن بي أي (الإنجليزية)
- بودي هيلد على موقع سبورتس رفرنس (الإنجليزية)
- بودي هيلد على موقع كرة السلة الأوروبية.كوم (الإنجليزية)
- بودي هيلد على موقع DraftExpress.com (الإنجليزية)
- بودي هيلد على موقع إي إس بي إن.كوم (الإنجليزية)
- بودي هيلد على موقع كلية كرة السلة في سبورتس رفرنس.كوم (الإنجليزية)
- بودي هيلد على موقع ريلجم (الإنجليزية)
- بودي هيلد على موقع بروبوليرز (الإنجليزية)